# St. Antonius (Neuss-Schlicherum)

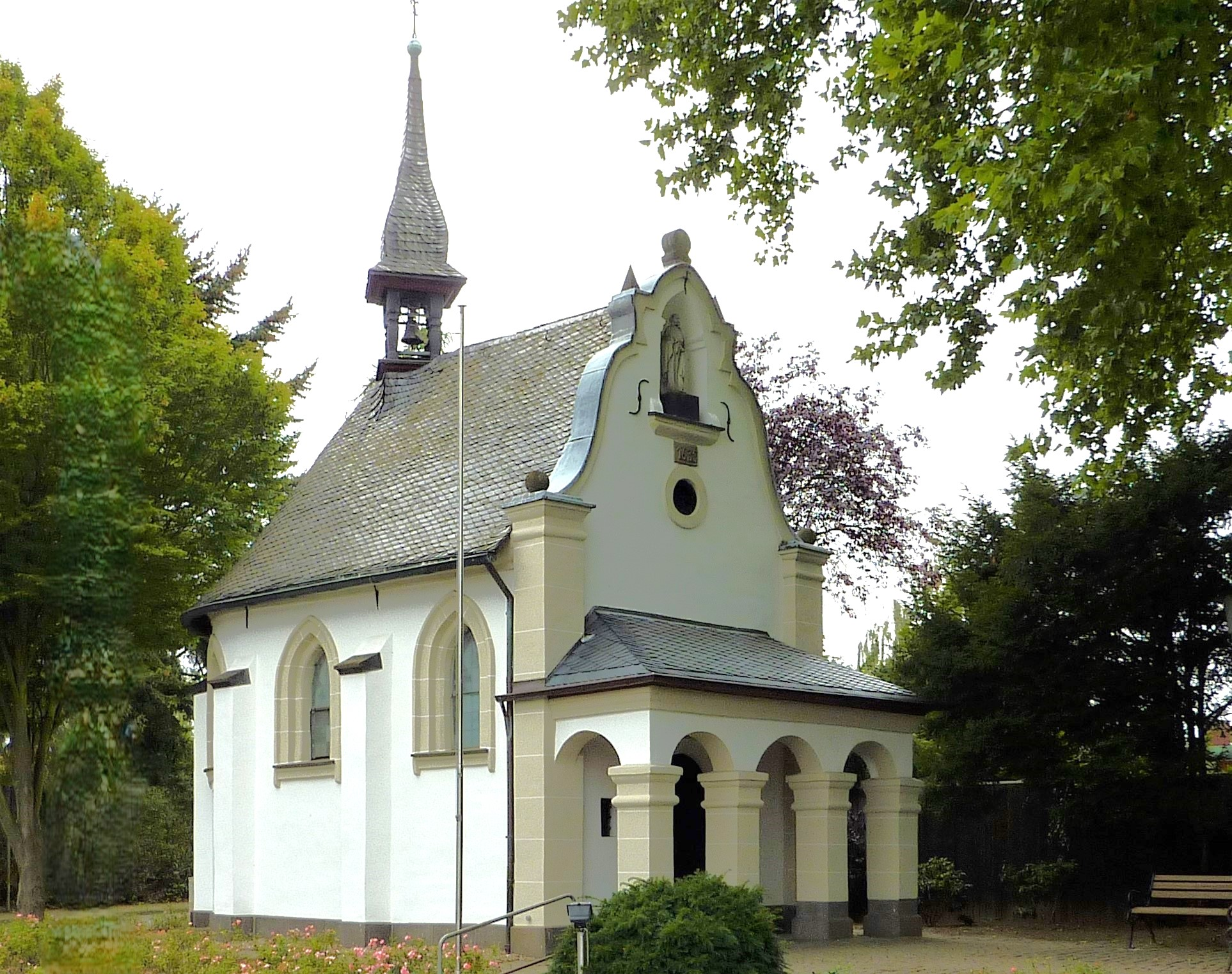
Antoniuskapelle in Schlicherum

In Schlicherum, das heute zum Neusser Stadtteil Rosellen gehört, findet man in der St. Antoniusstraße 23 die barocke römisch-katholische Antonius-Kapelle.

## Geschichte
Zur Zeit des Dreißigjährigen Krieges beschlossen der Pfarrer von Rosellen, Hieronymus Isenberg, und der Prior des Neusser Oberklosters und Kirchenherr der Norfer Kirche, Johannes Nauta, an der Stelle der gemeinsamen Prozessionsstation eine Kapelle zu errichten. Die Grundsteinlegung fand am 3. Mai 1635 statt. Die Kapelle wurde Maria im Rosengarten und dem hl. Antonius Eremit geweiht, der auch Antonius der Große oder volkstümlich Ferkes Tünn genannt wird. Bereits 1738 wurde die Kapelle in einem Visitationsprotokoll als heruntergekommen und reparaturbedürftig bezeichnet. In der 2. Hälfte des 19. Jahrhunderts wurde sie dann endlich restauriert. 1960–62 fand eine weitere Restaurierung statt, wobei sie u. a. ein neues Dach mit einem Hahn auf dem Glockenstuhl erhielt. 1974 erhielt die Kapelle wegen der starken Feuchtigkeit im Mauerwerk neue Fundamente. Die letzte Restaurierung fand 1985 statt. Die Kapelle steht seitdem unter der Nummer 8/003 unter Denkmalschutz.

## Bau und Ausstattung
Die Kapelle ist einschiffig, mit weißem Kalkputz versehen und von einem Schieferdach bedeckt. Sie ist im Barockstil erbaut mit einem geschweiften Giebel und einer kleinen, 1867 errichteten, auf vier Säulen stehenden Vorhalle. In einer Giebelnische steht eine Steinfigur des hl. Petrus, an der Ostseite eine Figur des hl. Antonius, in einer Nische an der Westseite eine Figur des hl. Hubertus von Lüttich. Der schlichte Saal hat eine flache Decke. Die sechs spitzbogigen Fenster, die Blattmotive in Grisaille zeigen, stammen wegen ihres neugotischen Stils vermutlich aus der 2. Hälfte des 19. Jahrhunderts.
Im Innern stehen an den Längswänden auf geschnitzten Konsolen Figuren von Petrus und Paulus. Die Konsolen sind mit den Symbolen der Evangelisten Johannes bzw. Markus geschmückt. Der 2,85 m hohe und 1,62 m breite Barockaltar nimmt die ganze Chorwand ein. Typische Merkmale der Barockzeit sind das schwarz gefasste Rahmenwerk mit aufgemalten goldenen Beschlagornamenten, Puttenköpfen und zweimal dem Christusmonogramm. Die Altarmitte wird durch eine hohe Nische betont, deren oberer Teil muldenförmig abschließt. Der Altar zeigt in der Mitte Maria mit dem Jesuskind, auf einer Mondsichel stehend. Sie wird von vier aus Ton gebrannten Heiligenfiguren flankiert: In der linken Wandnische oben der hl. Antonius Eremita, als Schutzpatron der Haustiere dargestellt mit einem Schwein zu seinen Füßen; darunter der hl. Antonius von Padua; rechts oben der hl. Sebastian und darunter der als Pestheiliger verehrte Karl Borromäus. Diese Figur wird jedoch gelegentlich auch als Darstellung des hl. Johannes Nepomuk gedeutet. Auf dem kleinen Tabernakel befindet sich ein barockes holzgeschnitztes Altarkreuz.